# Atrofia mikrokosmków
Atrofia mikrokosmków (choroba Davidsona, ang. microvillous inclusion disease, MVID, microvillous atrophy) – wrodzone schorzenie nabłonka jelita cienkiego, objawiające się jako wrodzona, utrzymująca się i oporna na leczenie, zagrażająca życiu biegunka. Morfologicznie charakteryzują ją nieprawidłowości enterocytów. Początek choroby przypada na pierwsze dni życia (postać o wczesnym początku, ang. early-onset form) lub pierwszych dwóch miesiącach życia (ang. late-onset form). MVID jest bardzo rzadką chorobą o niepoznanej dotąd etiologii, przypuszczalnie dziedziczoną w sposób autosomalny recesywny. Nie ma w piśmiennictwie oszacowań częstości MVID. Badanie ultrastruktury nabłonka jelitowego ujawnia częściową lub całkowitą atrofię mikrokosmków na dojrzałych enterocytów z przywierzchołkowym gromadzeniem licznych ziarnistości wydzielniczych w niedojrzałych enterocytach. Bardzo charakterystyczne są ciała wtrętowe obserwowane w dojrzałych enterocytach, zawierające częściowo lub całkowicie zróżnicowane mikrokosmki. W mikroskopii świetlnej stwierdza się gromadzenie PAS-dodatnich ziarnistości w przywierzchołkowej części niedojrzałych enterocytów, niewybarwione pasmo (ang. atrophic band) wskazujące na atrofię mikrokosmków i odpowiadającą mu dodatnią reakcję na PAS lub CD10 wewnątrz komórek nabłonka (odpowiadającą obserwowanym w SEM inluzjom mikrokosmków). 
Choroba została opisana w 1978 roku. Leczenie jak dotąd jest wyłącznie objawowe, a dzieci z rozpoznaną chorobą są całkowicie zależne od żywienia pozajelitowego. Możliwa jest poprawa po wcześnie przeprowadzonym przeszczepie jelita cienkiego. Rokowanie jest niekorzystne. 
Mechanizm choroby wygląda następująco: komórki jelitowe odpowiedzialne za wchłanianie (enterocyty) u osób chorych na MVID wykazują zaburzenia w apikalnym endosomalnym systemie recyklingu białek błonowych, a konkretnie w fazie transportu pęcherzyków błonowych i przyłączania ich na powrót do błony apikalnej.
Genetyczne podłoże choroby
Choroba MVID jest prawdopodobnie skorelowana z mutacjami w genie kodującym miozynę 5b. Miozyna 5b to białko, które bierze udział w wewnątrzkomórkowym transporcie mikrokosmkowych białek błonowych (umieszczonych w pęcherzykach błonowych) w kierunku apikalnej błony komórkowej, wzdłuż filamentów aktynowych.
Jak do tej pory wykryto ok. 30 różnych mutacji (stop, podstawienia, delecje itp.) u różnych pacjentów zdiagnozowanych na MVID